# 1832年巴黎共和党人起义
1832年巴黎共和党人起义，又称六月革命、六月暴動或六月起義，是法国七月王朝期间一次失败的反君主制起义。让·马克西米利安·拉马克将军病逝是这次起义的导火线。起义主要由巴黎支持共和制的贵族青年学生领导，最终在政府军的镇压下失败，93人死亡，291人受伤，超过1500人被囚禁。
法国作家维克多·雨果在其巨著《悲惨世界》中详细描绘了此次起义的过程并热情赞美参与起义的学生，使这次起义广为人知。

## 背景
七月王朝建立之后，原本尖锐的社会矛盾不但没有能够解决，反而更加明显。正统派（波旁王朝）不承认新的法國國王路易-菲利普一世的奧爾良王朝合法性，希望可以再次复辟波旁王朝；共和党人则对王权易主而没有更多的社会变革感到失望，要求实行共和制，建立人人生而自由平等的社会，很多怀着理想主义的青年学生也在此时进行着大大小小的秘密结社和沙龙。
另一方面，当时的法国也面临着严重的社会危机。贫富悬殊加剧，巴黎流民阶层倍增；霍乱疫情在1832年达到高峰，政府处理应对疫潮不力，大量市民因为霍乱而死去。

## 起义前夕

### 39人宣言
1832年5月22日，国会39名反对派议员（包括共和党人和对奥尔良王朝失望的议员）和前总理雅克·拉菲特会谈之后，决定向他们的选民发表一份报告，阐述他们的行为和议会投票取向的正当性。而实际上这份报告是对总理卡西米尔·皮埃尔·佩里埃政府的控告檄文。报告书由六人委员会撰写，于5月28日通过。

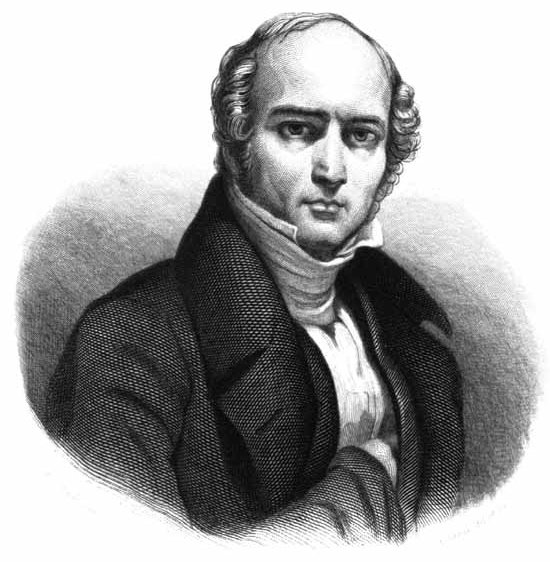
共和党的重要领袖奥迪隆·巴罗

报告并没有直接谴责君主制，他提到说1830年以来的法国和1789年时的状况一样，与自由的原则并无原则上的冲突，但是报告中罗列了佩里埃在5月13日作出的很多承诺以及“半合法的体系”都已经荡然无存。报告控诉政府反复侵犯自由，以致激发起社会的动荡，而政府却仍然是那么混乱、无耻，甚至在国际上拒绝支援受压迫的人民——首先已经是波兰的人民——这将会助长欧洲君主和神圣同盟的气焰。
之后，报告书指出，反抗的革命正在涌动并且将会胜利，“复辟和革命都在酝酿着，我们曾经做过的一切斗争手法现在都已经浮上水面。”尽管报告书中没有提及“共和”，但却是对七月王朝的君主制统治的最严厉的公开谴责，最后的结语还含蓄地号召人们推翻王权统治，建立共和，“对于我们来说，献身于这个伟大而崇高的目标而团结一致为法兰西战斗已经四十多年了，[……]，我们已经献出自己的生命，并且相信它必将胜利！”
这份讨伐政府的宣言对法国政府犹如一枚重型炸弹，大大鼓舞了共和党人的意志。他们希望通过发动暴动来宣传他们的主张，迫使政府让步，实现共和。

### 拉马克将军逝世

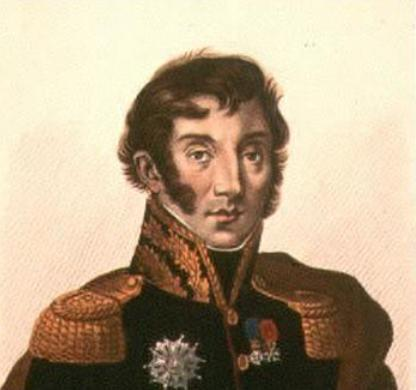
拉馬克將軍因他对国际共和运动的支持和其1815年在旺代省对保皇党政治斗争中的作用，广受共和党人拥戴。

6月1日，共和党人的重要领袖让·马克西米利安·拉马克将军因感染霍乱不治病逝。拉马克将军生前受到民众的拥护和爱戴，曾在稳定七月革命后的局势中发挥重要的作用，被视为是政府和民众沟通的重要桥梁。原先共和党人和底层民众也期盼拉马克将军能够向政府施压迫使政府和平转变。但是他在5月到医院视察慰问霍乱病人之后也染上了霍乱并且逝世，使共和党人认为和平变革的希望幻灭。
6月2日，因决斗身亡的著名共和主义者、青年数学家埃瓦里斯特·伽罗瓦的葬礼举行，反对派在葬礼上以此攻击政府。共和党人也正在计划利用民愤，在6月5日拉马克将军的葬礼上发动起义。
6月5日，拉马克将军的葬礼举行，遗体行伍经过巴黎林荫大道，通过奥斯特利兹桥。数以万计的群众在道路两旁送别拉马克将军，期间共和党人乘机喊出反对政府、支持共和的口号，得到民众的响应。共和党人领袖举起大红旗作为运动的旗帜，举行大规模的示威。后示威群众和警员之间发生冲突，政府派遣军队去维持秩序，但是部分国民警卫军却叛变加入共和党人的队伍。当天的巴黎局势很不明朗，直到晚上战斗才正式开始。

## 起义

起义学生以大红旗作为旗帜，以示与持着三色旗镇压起义的政府军队的不同

此时的法國国王路易-菲利普一世正在贡比涅城堡，他于6月1日到那接待到访的比利时国王利奥波德一世。6月5日他得知巴黎市内的混乱状况之后，携玛丽·阿玛丽王后和阿德莱德公主乘车返回巴黎。晚上，在巴黎市郊的杜伊勒里宫，路易-菲利普检阅了执行镇压任务的国民警卫军，以显示自己的镇定和坚决。
6月5日晚上，由乔治斯·木桐元帅领导的政府军击溃大部分的巴黎外围起义者，起义者被赶到巴黎老城区。起义者原先计划中的巴黎全民大起义没有能够成功发动。起义的力量已经被严重削弱，他们只能够以血肉之躯守着仅存的一两个街垒。6月6日早晨，国民警卫军和起义民众在圣梅利展开血战，起义学生坚守的街垒最终在大炮的轰炸之下被打破，93人死亡，291人负伤。
尽管学生们在奋战，但是共和党人的领袖们（包括拉法叶侯爵）却在躲避，他们在起义发动后不久就已经感到运动必将失败，於是逃到周围的省份，有的就被政府当局逮捕了。反对派的一些领袖如雅克·拉菲特和奥迪隆·巴罗在拉菲特的家中再一次集会，集会的具体内容和决议不明，不过在6月6日早上，他们派出一名代表到路易-菲利普处要求他停止血腥镇压和改变政策。
6月6日早上，路易-菲利普在香榭丽舍大街和协和广场再次检阅军队，然后他前往巴黎北部探望士兵和国民警卫军，接受军人们「国王万岁！」、「打倒共和党！」、「打倒卡洛斯党！」的欢呼。下午，他在花园里接见了拉菲特、巴罗和弗朗索瓦·阿拉戈，不过起义军的最后一块抵抗的阵地都已经宣布被攻下，没有什么可以谈判的了。

## 清算
6月6日，为了确保彻底的胜利，部长会议让国王签署命令使巴黎进入军管状态。虽然起义被成功镇压，但是他们害怕审判时，陪审团会像以前一样将共和党人宣判无罪释放。随着权力由地方行政部门转移到军队，在军管法之下，被告被送往军事法庭受审，加上的罪名很重，很多参与起义的人被判处了死刑。

## 后续
- 法国的局势仍然还没因为对这次起义的镇压而稳定下来，几乎在同一时间，法国西部的正统派在查理十世的兒媳、貝里公爵夫人（英语：Marie-Caroline of Bourbon-Two Sicilies, Duchess of Berry）的领导下，发动了大规模的起义。不過公爵夫人很快被逮捕，並被監禁直到次年。[9]
- 1834年，法国再次爆发大规模的共和派运动。

## 《悲慘世界》中的描写
维克多·雨果的《悲慘世界》是对这次起义描写得最详尽的一部小说，在小说中，作者热情讴歌为了自由理想献身学生和起义参与者，使这次规模不算很大的起义在世界范围内都广为人知。
对这次起义的描写主要集中在小说的第四卷中。小说中的“ABC之友”是领导这次起义的一个重要的青年学生结社组织，安灼拉和公白飞为组织的领袖。其它成员包括有马吕斯、古费拉克等，他们在起义中都英勇作战，大部分人都在街垒作战中牺牲了。小说的主角冉阿让也参与了这次起义。